# Bobina bifilar

Bobinat bifilar no-inductiu

Una bobina bifilar  és una bobina electromagnètica que conté dues bobinats paral·lels estretament espaiades. A l'entorn de l'enginyeria, la paraula "bifilar" descriu un cable de coure que està format per dos fils de coure. S'utilitza habitualment per a denominar tipus especials de cable esmaltat per a transformador. El cable de coure es pot adquirir de tipus bifilar, generalment com a cable esmaltat de diferents colors unit entre si. En tres cadenes, s'utilitza el terme ‘' bobina trifilar .
Enrotllament bifilar : un tipus d'enrotllament simultàniament amb dos fils, que es connecten en sèrie, però de manera contrària, que fa que s'anul·li la inductància de totes dues parts.
Elèctricament, aquest bobinat equival a dues bobines. El bobinat amb doble fil és en molts casos més barat i senzill.
El bobina bifilar s'utilitza per fabricar resistències amb baixa inductància parasitària. L'element sobre el qual s'enrotlla l'enrotllament pot ser pla, cosa que redueix encara més la inductància.
En una aplicació especial, per exemple, en un transformador d'aire, els dos cables de l'enrotllament bifilar no necessiten estar connectats elèctricament i poden servir de bobinatges primaris i secundaris d'un transformador d'aquest tipus.

## Descripció i aplicacions

Bobina bifilar plana de Nikola Tesla

Algunes bobines bifilars tenen bobines adjacents en les quals les convolucions estan disposades de manera que es magnifica la diferència de potencial (és a dir, el corrent flueix en el mateix sentit paral·lel). D'altres s'enrotllen de manera que el corrent flueix en direccions oposades. El camp magnètic creat per un enrotllament és per tant igual i oposat al creat per l'altre, donant lloc a un camp magnètic resultant zero (és a dir, neutralitzant qualsevol efecte negatiu en la bobina). En termes elèctrics, això significa que l'autoinductància de la bobina és zero.
La bobina bifilar s'utilitza en l'enginyeria elèctrica moderna com a mitjà per poder construir resistències bobinades amb una autoinductància parasitària insignificant.
En alguns bobinats s'utilitza un tipus de bobina bifilar diferent i transformador s'utilitza per a una font d'alimentació en mode commutat per suprimir back-emf. En aquest cas, les dues bobines de fil de coure estan separades i enrotllades en paral·lel, però estan aïllades elèctricament unes de l'altre. La bobinat primari és accionada per fer funcionar el relé i la bobina secundària es curtcircuita dins de la caixa. Quan el corrent a través del primari s'interromp, com succeeix quan s'apaga el relé, la major part de l'energia magnètica és interceptada per la bobina secundària que la converteix en calor dins la seva resistència interna. Aquest és només un dels diversos mètodes d'absorbir l'energia de la bobinat primari abans que pugui danyar el dispositiu (normalment un semiconductor) que acciona el relé. El principal desavantatge d'aquest mètode és que augmenta considerablement el temps de commutació del relé.

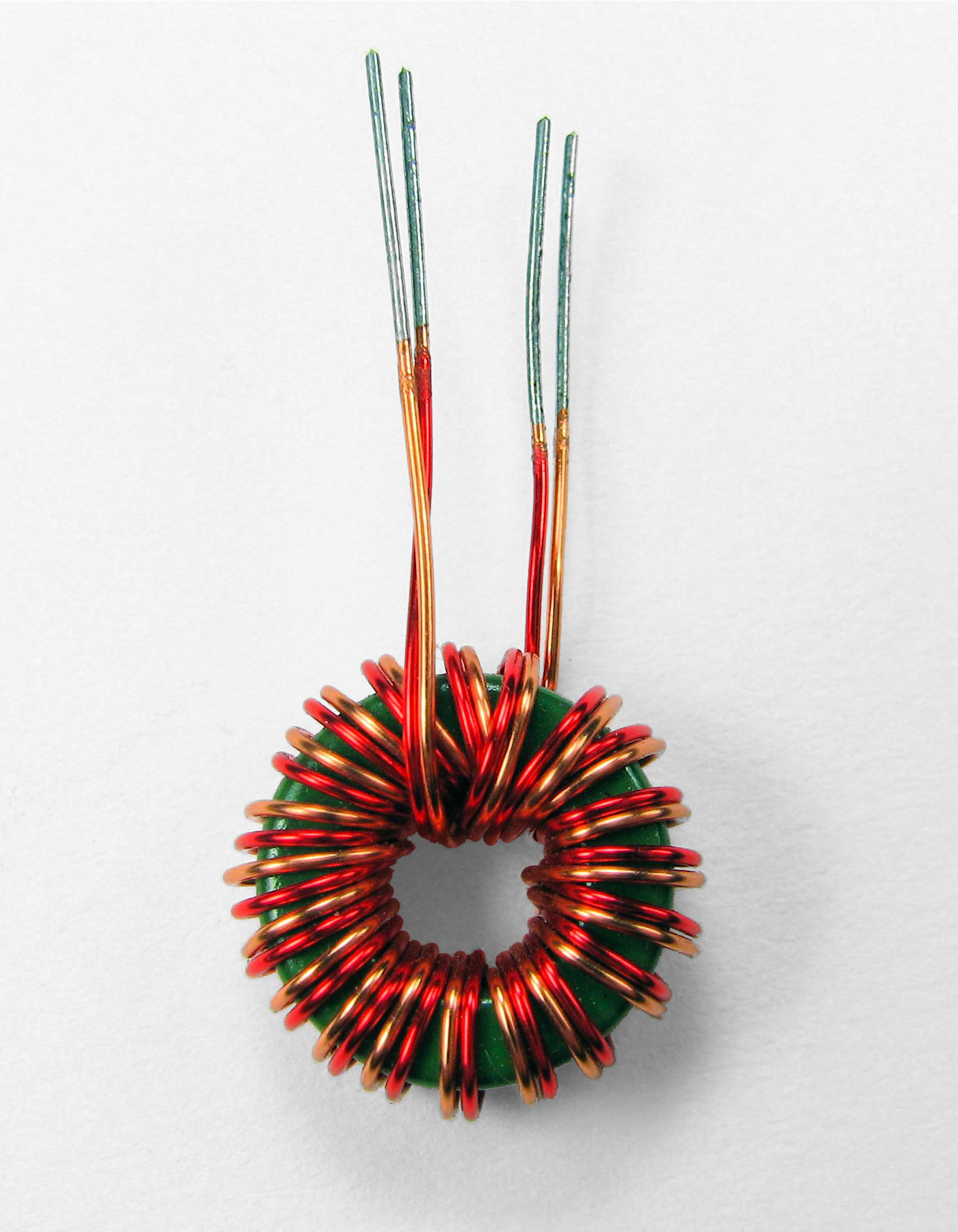
Transformador toroidal de bobinat bifilar.

Si s'utilitza en un commutador transformador, s'utilitza un enrotllament de la bobina bifilar com a mitjà per eliminar l'energia emmagatzemada en el flux flux magnètic que no enllaça la bobinat primari amb la 'bobina secundària' del transformador. A causa de la seva proximitat, els cables de la bobina bifilar "veuen" el mateix flux magnètic perdut. Un fil es connecta a terra normalment per un díode de manera que quan l'altre fil "primari" de la bobina bifilar ja no té cap tensió aplicada a través del transistor de commutació, lel flux magnètic perdut genera un corrent a la bobina de subjecció amb la tensió lateral primària que apareix a la mateixa, fent que aparegui un voltatge igual a la bobinat primàri. Si no s'utilitzés aquesta bobina de subjecció, el flux magnètic perdut intentaria forçar un corrent a través del bobinat primari. Com que no passa corrent pel bobiat primari i el transistor de commutació està en un estat de no conducció, l'alta tensió que apareix als terminals del transistor de podria destruir el material semiconductor.
Les bobines bifilars imposen una inductància en el mode comú, però no imposen cap inductància en el mode diferencial. Les bobines d'aquesta combinació s'utilitzen àmpliament per eliminar l'entrada o sortida de senyals de mode comú dels circuits de senyalització electrònica. Aquesta disposició s'utilitza en les magnètiques de transmissió i recepció de cables Ethernet i de forma evident, en forma de perla de ferrita que es fixa a la part exterior de cables USB, alimentació portàtil i cables HDMI.

## Història
El físic alemany Wilhelm Eduard Weber va fer ús de la bobina bifilar el 1848 en el seu electrodinamòmetre. Entre altres, les van utilitzar l'inventor Daniel McFarland Cook, el 1871, en la "Bateria electromagnètica" i Nikola Tesla en experiments de potència d'alta freqüència a finals de la dècada de 1800. Nikola Tesla va patentar la "Bifilar Coil" el 9 de gener de 1894, fent referència a ella com: "Bobina per a imants elèctrics".

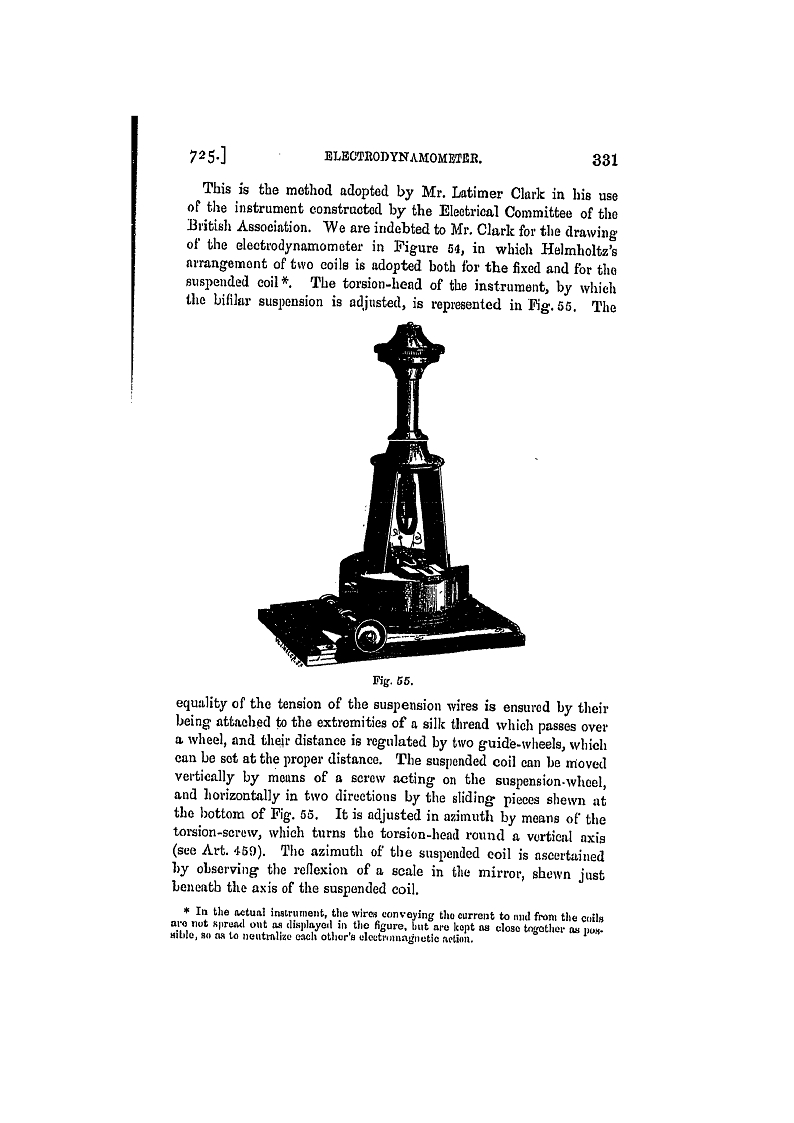
Electrodinamòmetre amb bobinat bifilar. Pàgina del Tractat d'electricitat i magnetisme Volum 2.